# Río Naab

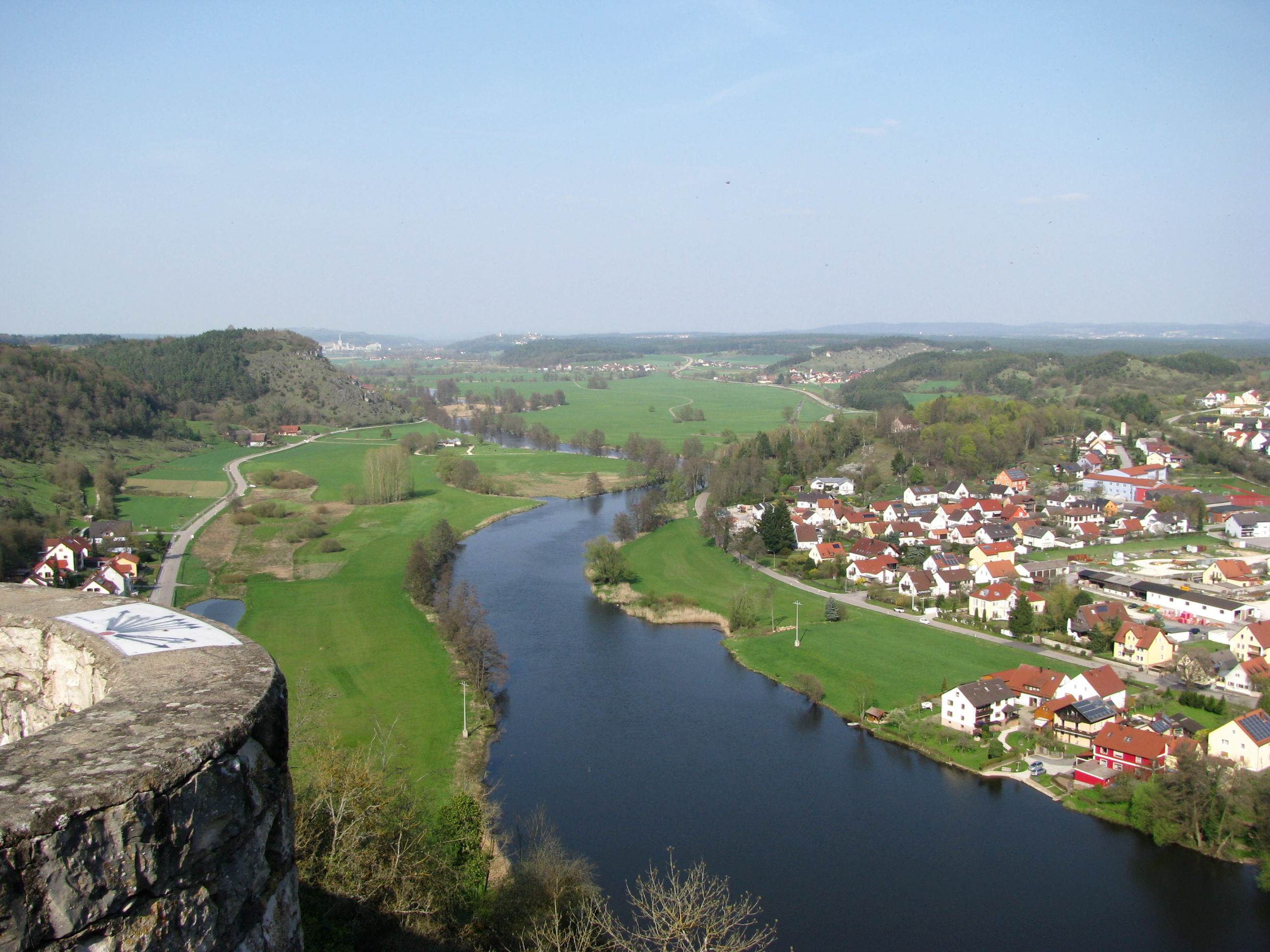
Tramo del Naab a su paso por Kallmünz

El río Naab (en checo: Nába) es un corto río alemán, un afluente por la izquierda del río Danubio que discurre íntegramente por el estado de  Baviera. Tiene unos 165 km de longitud  (incluido el tramo principal del río Waldnaab) y drena una cuenca de 5225 km².
Nace en la sierra de Fichtelgebirge y se forma por la confluencia del Waldnaab y del río Haidenaab en el municipio de  Luhe-Wildenau, en el sur del Alto Palatinado y al sur de Weiden in der Oberpfalz. Fluye generalmente hacia el sur, pasando por las ciudades de Nabburg, Schwandorf y Burglengenfeld. Desemboca en el Danubio cerca de Regensburg (Ratisbona en español).